# Estadio Diego Armando Maradona (Italia)
El Estadio Diego Armando Maradona (en italiano: Stadio Diego Armando Maradona), anteriormente denominado San Paolo, es un estadio multiusos (principalmente dedicado para la práctica del fútbol) situado en el barrio de Fuorigrotta, en la ciudad de Nápoles, capital de Campania, Italia. Es la principal instalación polideportiva de la ciudad, dotada de gimnasios polivalentes y de artes marciales, de una pista de atletismo y de un campo de baloncesto. Sirve de sede habitual al S. S. C. Napoli.
Posee un aforo de 54 726 espectadores lo que le convierte en el cuarto estadio en capacidad de Italia, después del estadio Giuseppe Meazza, el estadio Olímpico de Roma y el estadio San Nicola.
Su nombre original fue Stadio del Sole, para luego ser renombrado Stadio San Paolo. El 25 de noviembre del 2020, tras la muerte de Diego Maradona, el alcalde de Nápoles anunció que renombraría el estadio en su honor, debido a su exitoso paso por el Napoli.

## Historia

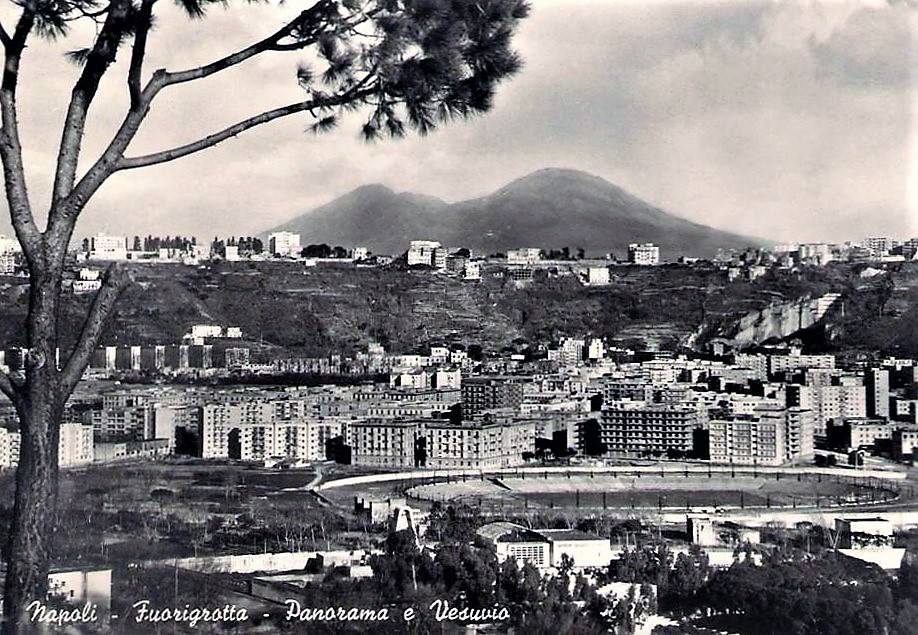
El estadio durante su construcción.

Antes de 1959, la ciudad contaba con el estadio Giorgio Ascarelli, que había sido sede de la Copa Mundial de Fútbol de 1934, pero fue destruido por bombardeos en la Segunda Guerra Mundial. El nuevo estadio fue bautizado como Stadio del Sole, sin embargo cambió sucesivamente de denominación a Stadio San Paolo para celebrar la tradición de que San Pablo habría alcanzado Italia atracando en la zona del actual Fuorigrotta. El estadio fue inaugurado el 6 de diciembre de 1959, con el partido de Serie A entre Napoli y Juventus (2-1 para los napolitanos).
El proyecto inicial contaba con una sola tribuna —la actual tribuna superior— pero se decidió agregarle un anillo inferior; así, el estadio constó con capacidad de 87 500 espectadores. Las tribunas de ambos anillos fueron realizadas en travertino. Fue parcialmente renovado en ocasión de la Eurocopa de fútbol 1980 y para la Copa Mundial de Fútbol de 1990 fue objeto de obras de reestructuración y recualificación, que comprendieron la realización de la cobertura metálica y de la nueva tribuna de prensa (proyecto del ingeniero Luigi Corradi), la renovación de la pista de atletismo y del sistema de iluminación, la adecuación a las normas de seguridad requeridas por la FIFA. Además fue realizado un tercer anillo, directamente conectado a la estructura de sostén de la cobertura, que llevó a una capacidad de 76 824 asientos.

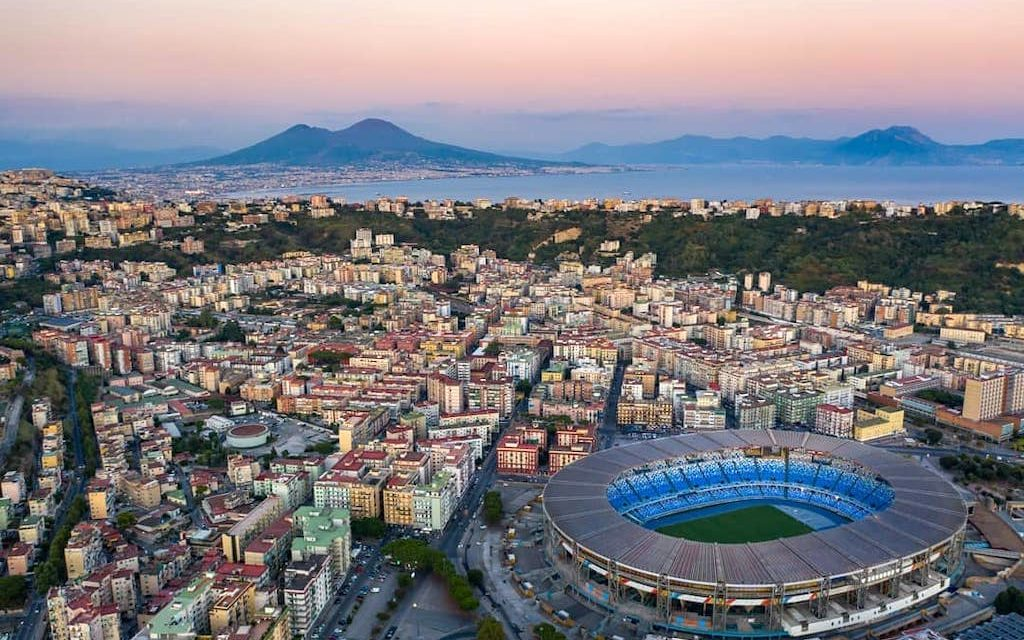
Vista desde arriba.

El gran costo de mantenimiento, la mala situación económica del Napoli en los años 90 y problemas ambientales le dieron un progresivo decaimiento de la estructura. Cuando en 2004 el Napoli quebró y fue refundado, ese mismo año, por Aurelio De Laurentiis, se comenzó a reparar el estadio. Después del incidente entre los hinchas de Catania y del Palermo el 2 de febrero de 2007, las normas de seguridad de los estadios italianos es más estricta. Por ello el San Paolo estuvo cerrado temporalmente por remodelaciones que disminuyeron la capacidad del estadio de 76 824 a 60 240 asientos por el cierre del tercer anillo.
En el verano de 2010, el club y el Ayuntamiento de Nápoles procedieron a una amplia obra de reestructuración, como la renovación del césped, del sistema de riego, de drenaje y de flujo de aguas pluviales, y la recualificación de algunos sectores del estadio y de los banquillos. Se reemplazaron los asientos de la tribuna de las autoridades, ampliando su capacidad de 200 espectadores e instalando pantallas de TV. En los otros sectores, se reemplazaron los asientos faltantes o dañados con los del tercer anillo cerrado.
En los años siguientes, el San Paolo se conformó a las normas requeridas por la UEFA para que el Napoli participara en la Champions 2011-12 y 2013-14: eliminación de la red de protección del sector de los visitantes, cableado de la sala y tribuna de prensa, instalación de dos pantallas led de 16 metros, reconstrucción de los servicios de la Curva A, potenciación del sistema de iluminación, etc.

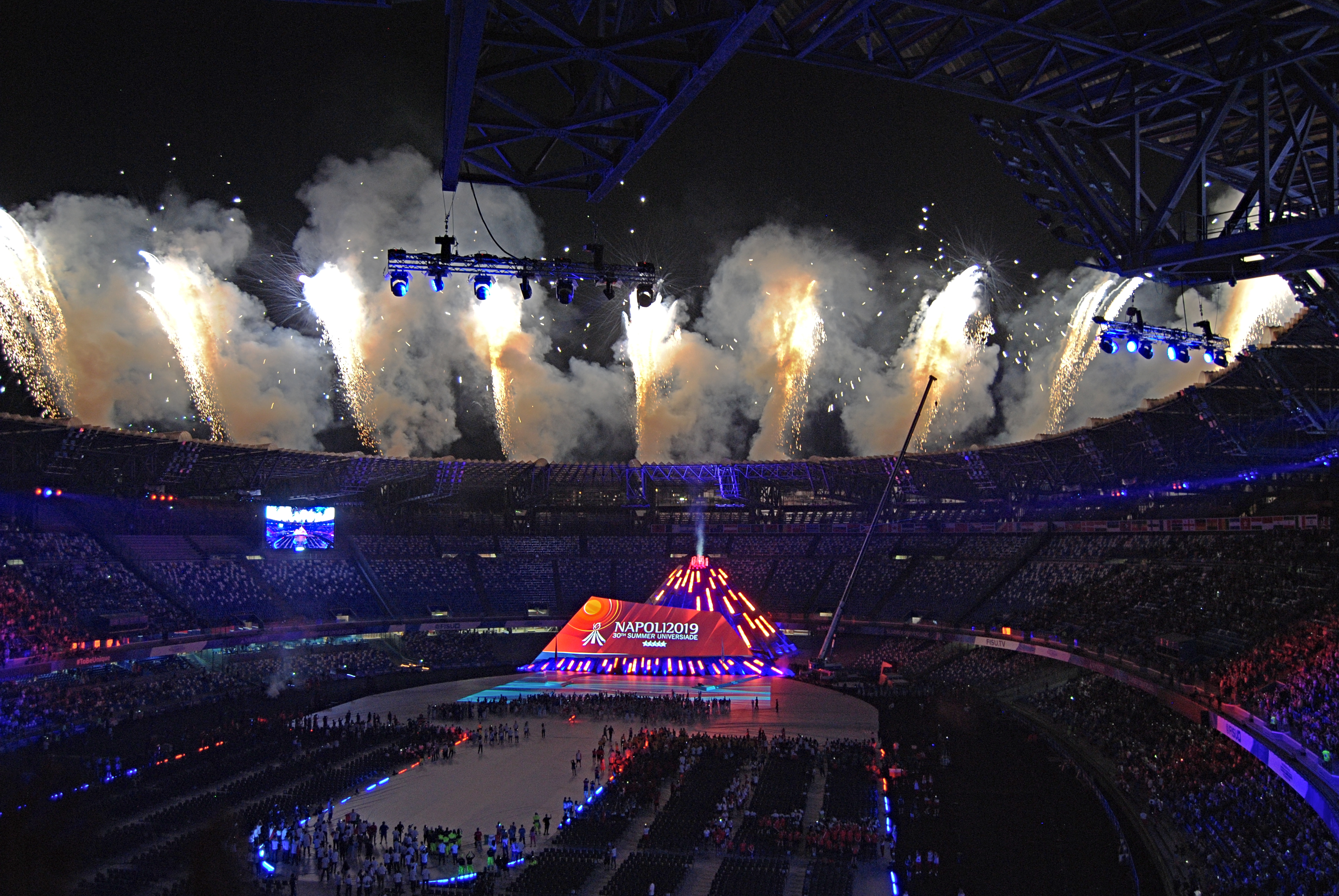
Ceremonia de apertura de la Universiada de Nápoles, 3 de julio de 2019.

El estadio se sometió a una nueva renovación que comenzó en el segundo semestre del 2018 en preparación para la Universiada 2019. Esto incluyó el reemplazo de las estacadas con barandillas de vidrio, la renovación de la pista de atletismo, la instalación de dos pantallas gigantes, la mejora de los vestuarios, de los aseos, del sistema de sonido y de la instalación de iluminación, y la sustitución total de los asientos. Debido a eso, la capacidad del estadio se redujo de 60 240 a 55 000 asientos.
El 25 de noviembre de 2020, tras el fallecimiento del futbolista argentino Diego Armando Maradona, quien contribuyó decisivamente a que el SSC Napoli ganase la Serie A en 1987 y 1990, el alcalde de Nápoles, Luigi De Magistris, propuso cambiar de nombre el estadio de San Paolo al nombre del jugador en honor a su trayectoria en el club. Al día siguiente, la presidenta de la Comisión Toponomástica del Consejo Comunal de Nápoles anunció que se convocaría el lunes 30 de noviembre una comisión para formalizar la propuesta. Finalmente, el 4 de diciembre de 2020, el ayuntamiento de Nápoles aprobó el cambio de nombre por unanimidad.

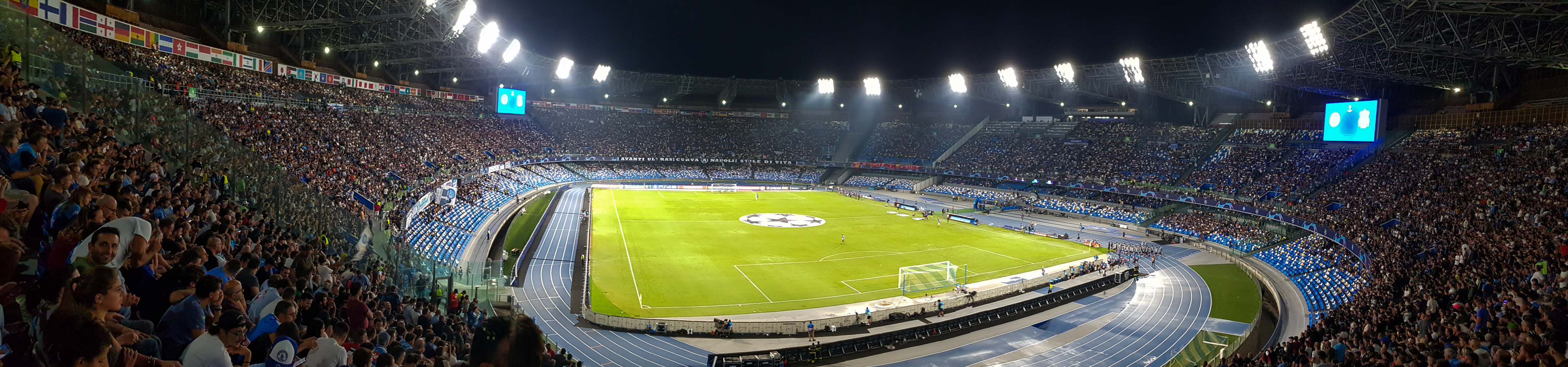
El estadio después de la última renovación en 2019.

## Eventos
El Estadio Diego Armando Maradona fue sede del torneo de fútbol en los Juegos Olímpicos de Roma 1960, de los Juegos Mediterráneos de 1963, de la Eurocopa 1968, de la Eurocopa 1980, de la Copa Mundial de Fútbol de 1990 y de la Universiada de 2019.

### Juegos Olímpicos de Roma 1960
En el torneo de fútbol en los Juegos Olímpicos de Roma 1960 el Diego Armando Maradona fue sede de:
| 26 de agosto de 1960, 12:00 | Italia                                       | 4:1 (2:1) | Taiwán          |                                                       |                                                       |
|                             | Rivera 10', 33' · Fanello 49' · Tomeazzi 67' |           | Chun Wa Mok 29' | Asistencia: 36 092 espectadores Árbitro(s): Leo Helge | Asistencia: 36 092 espectadores Árbitro(s): Leo Helge |

| 1 de septiembre de 1960, 12:00 | Argentina               | 2:0 (1:0) | Polonia |                                                        |                                                        |
|                                | Oleniak 38' · Pérez 55' |           |         | Asistencia: 4.304 espectadores Árbitro(s): Sulhi Garan | Asistencia: 4.304 espectadores Árbitro(s): Sulhi Garan |

| 29 de agosto de 1960, 21:00 | Hungría                                                    | 6:2 (2:1) | Perú             |                                                          |                                                          |
|                             | Albert 17', 87' · Rákosi 57' · Göröcs 33' · Dunai 46', 63' |           | Ramírez 25', 79' | Asistencia: 8.068 espectadores Árbitro(s): Piero Bonetto | Asistencia: 8.068 espectadores Árbitro(s): Piero Bonetto |

| 5 de septiembre de 1960, 21:00 | Italia        | 1:1 (0:0, 0:0) | Yugoslavia |                                                               |                                                               |
|                                | Tumburus 109' |                | Galić 107' | Asistencia: 16 568 espectadores Árbitro(s): Josef Kandlbinder | Asistencia: 16 568 espectadores Árbitro(s): Josef Kandlbinder |

Yugoslavia clasificada por sorteo.

### Eurocopa 1968
En la Eurocopa de fútbol 1968 el Diego Armando Maradona fue sede de:
| 20 de abril de 1968, 16:00 | Italia                     | 2:1 (1:0) | Bulgaria        |                                                               |                                                               |
|                            | Prati 14' · Domenghini 55' |           | Riva 85' (a.g.) | Asistencia: 100 000 espectadores Árbitro(s): Gottfried Dienst | Asistencia: 100 000 espectadores Árbitro(s): Gottfried Dienst |

| 5 de junio de 1968, 18:00 | Italia | 0:0 | URSS |                                                              |  |
|                           |        |     |      | Asistencia: 68 600 espectadores Árbitro(s): Kurt Tschenscher |  |

Italia clasificada por el lanzamiento de moneda.

### Eurocopa 1980
En la Eurocopa de fútbol 1980 el Diego Armando Maradona fue sede de:
| 11 de junio de 1980, 20:30 | Países Bajos    | 1:0 (0:0) | Grecia |                                                          |                                                          |
|                            | Kist 65' (pen.) |           |        | Asistencia: 14 990 espectadores Árbitro(s): Adolf Prokop | Asistencia: 14 990 espectadores Árbitro(s): Adolf Prokop |

| 14 de junio de 1980, 17:45 | Alemania Federal                     | 3:2 (1:0) | Países Bajos                        |                                                          |                                                          |
|                            | Allofs 20' · Allofs 60' · Allofs 65' |           | Rep 79' (pen.) · Van de Kerkhof 85' | Asistencia: 26 546 espectadores Árbitro(s): Robert Wurtz | Asistencia: 26 546 espectadores Árbitro(s): Robert Wurtz |

| 18 de junio de 1980, 17:45 | España          | 1:2 (0:1) | Inglaterra                  |                                                            |                                                            |
|                            | Dani 48' (pen.) |           | Brooking 19' · Woodcock 61' | Asistencia: 14 440 espectadores Árbitro(s): Erich Linemayr | Asistencia: 14 440 espectadores Árbitro(s): Erich Linemayr |

| 21 de junio de 1980, 20:30 | Italia       | 1:1 (0:0) | Checoslovaquia |                                                            |                                                            |
|                            | Graziani 73' |           | Jurkemik 54'   | Asistencia: 24 652 espectadores Árbitro(s): Erich Linemayr | Asistencia: 24 652 espectadores Árbitro(s): Erich Linemayr |

### Copa Mundial de Fútbol de 1990
En la Copa Mundial de Fútbol de 1990 el Diego Armando Maradona fue sede de:
| 13 de junio de 1990, 21:00 | Argentina                    | 2:0 (1:0) | Unión Soviética |                                                              |                                                              |
|                            | Troglio 23' · Burruchaga 72' |           |                 | Asistencia: 55 759 espectadores Árbitro(s): Erik Fredriksson | Asistencia: 55 759 espectadores Árbitro(s): Erik Fredriksson |

| 18 de junio de 1990, 21:00 | Rumania    | 1:1 (0:0) | Argentina  |                                                                  |                                                                  |
|                            | Balint 68' |           | Monzón 63' | Asistencia: 52 733 espectadores Árbitro(s): Carlos Silva Valente | Asistencia: 52 733 espectadores Árbitro(s): Carlos Silva Valente |

| 23 de junio de 1990, 17:00 | Camerún          | 2:1 (0:0, 0:0) | Colombia   |                                                           |                                                           |
|                            | Milla 106', 109' |                | Redín 115' | Asistencia: 50 026 espectadores Árbitro(s): Tullio Lanese | Asistencia: 50 026 espectadores Árbitro(s): Tullio Lanese |

| 1 de julio de 1990, 21:00 | Inglaterra                            | 3:2 (1:0, 2:2) | Camerún               |                                                                    |                                                                    |
|                           | Platt 25' · Lineker 83' (p), 105' (p) |                | Kunde 61' · Ekeke 65' | Asistencia: 55 205 espectadores Árbitro(s): Edgardo Codesal Méndez | Asistencia: 55 205 espectadores Árbitro(s): Edgardo Codesal Méndez |

| 3 de julio de 1990, 20:00 | Italia        | 1:1 (1:0, 1:1) | Argentina    |                                                            |                                                            |
|                           | Schillaci 17' |                | Caniggia 67' | Asistencia: 70 978 espectadores Árbitro(s): Michel Vautrot | Asistencia: 70 978 espectadores Árbitro(s): Michel Vautrot |

| Tanda de penales |  |     |  |               |
| Baresi           |  | 1:1 |  | Serrizuela    |
| Baggio           |  | 2:2 |  | Burruchaga    |
| De Agostini      |  | 3:3 |  | Olarticoechea |
| Donadoni         |  | 3:4 |  | Maradona      |
| Serena           |  |     |  |               |
|                  |  |     |  |               |

## Eventos sociales y musicales
El Estadio Diego Armando Maradona también ha sido escenario de diversos eventos sociales, como el encuentro de Papa Juan Pablo II con los jóvenes, el 10 de noviembre de 1990, y de importantes eventos musicales:
- 1979: Concierto de Pooh.
- 1980: Concierto de Edoardo Bennato.
- 1980: Concierto de Renato Zero.
- 12 de julio de 1982: Concierto de Frank Zappa.
- 17 de julio de 1982: Concierto de Rolling Stones.
- 9 de julio de 1993: Concierto de U2, en el marco de su gira ZooTv Tour, con The Velvet Underground y Ligabue.
- 7 de junio de 1997: Concierto de Gigi D'Alessio.
- 18 de julio de 1998: Concierto de Pino Daniele.
- 26 de septiembre de 1998: Concierto de Claudio Baglioni, en el marco de su gira Da me a te.
- 17 de junio de 1999: Concierto de Renato Zero, en el marco de su gira Tour 1999, Cantiere Fonopoli, con Carla Fracci y Momix.
- 14 de septiembre de 2002: Concierto de Ligabue.
- 9 de julio de 2004: Concierto de Vasco Rossi, en el marco de su gira Buoni o Cattivi.

## Ubicación
El estadio está situado en Via Pietro Jacopo de Gennaro, en el barrio de Fuorigrotta.

## Acceso
- Tangencial de Nápoles, salida Fuorigrotta;
- Líneas de autobús: 151, 180, 181, 502, 618, C1, C3, R6, R7, N1, N6, N7, S2;
- Servicio metropolitano F.S. Línea 2, estación Campi Flegrei;
- Metro de Nápoles, estación Mostra;
- Ferrocarril Cumana, estación Mostra.